# Cristóvão Jacques
Cristóvão Jaques (Algarve, c. 1480 - após 1530) foi um nobre e navegador português. Pouco se sabe a seu respeito. De ascendência aragonesa, era também conhecido como Cristóvão Valjaques.
Foi o segundo Governador das Partes do Brasil, em substituição a Pero Capico, que administrava a costa brasileira a partir da Feitoria de Itamaracá, no atual litoral de Pernambuco.

## Biografia
Era filho bastardo de Pero Jaques, tendo sido legitimado por D. João II (1481-1495) e, posteriormente, sido feito fidalgo da Casa Real por D. Manuel I (1495-1521).
Casou-se com uma filha de Francisco Portocarreiro, com quem teve três filhos.
Em 1503 veio pela primeira vez à costa do Brasil na frota de Gonçalo Coelho.
Em 1516, no comando de duas caravelas, foi encarregado do patrulhamento da costa brasileira, a fim de desestimular incursões de corsários franceses. No rio da Prata, venceu e aprisionou muitos franceses. Percorreu a costa até 1519.
A 21 de julho de 1521, zarpou de novo da foz do rio Tejo com destino ao Brasil, fundando em Pernambuco a Feitoria de Itamaracá, num dos ancoradouros mais conhecidos do litoral brasileiro, onde havia abundância de pau-brasil (Caesalpinia echinata) e freqüentes contatos entre indígenas e europeus, antes de prosseguir para o Sul até ao rio da Prata.
Por fim, em 1526, foi nomeado por D. João III como Governador das Partes do Brasil, em substituição a Pero Capico no litoral pernambucano, tendo retornado outra vez no comando de uma nau e cinco caravelas, travando inúmeros combates com corsários franceses. Em 1527 aprisionou três galeões franceses no Recôncavo da Bahia, fazendo 300 prisioneiros, recolhidos à Feitoria de Pernambuco.
Ao regressar a Portugal, ofereceu-se ao soberano para, às próprias expensas, com mil colonos, dar início à ocupação permanente das novas terras, mas nada resultou da proposta.
Apenas quatro anos depois de terem os portugueses chegado ao Brasil, há registro de que já andavam franceses pelas margens do rio Paraguaçu, negociando com os nativos. A descoberta oficial do rio é, porém, atribuída a Cristóvão Jacques, comandante da expedição guarda-costas em 1526. Três rios desaguam na baía de Todos os Santos – o Jaguaripe, o Subaé e o Paraguaçu. O Paraguaçu é o mais longo, com 600 km de extensão, o que o fez ser chamado de “rio grande” em língua indígena. O rio Subaé, que banha Santo Amaro (Bahia), ficaria sendo o rio dos engenhos de açúcar, o rio Jaguaripe que passa na cidade atual de Nazaré, o rio da farinha, e o Paraguaçu, por sua extensão, o rio de penetração na capitania.
Numa carta de Frei Vicente do Salvador, registra-se que Cristóvão Jacques encontrou numa ilha (já denominada “dos franceses”), no baixo curso do rio Paraguaçu, duas naus que negociavam com os indígenas, e foram devidamente afundadas. No local surgiria a povoação mais tarde chamada vila de Nossa Senhora do Rosário da Cachoeira, nos começos do século XVII sesmaria de Gaspar Dias Adorno, sítio ideal para a penetração da capitania.